# Траян (Галац)
Траян (рум. Traian) — село у повіті Галац в Румунії. Входить до складу комуни Браніштя.
Село розташоване на відстані 177 км на північний схід від Бухареста, 12 км на захід від Галаца.

## Населення
За даними перепису населення 2002 року у селі проживала 521 особа, усі — румуни. Усі жителі села рідною мовою назвали румунську.